# 友谊乡 (新龙县)
友谊乡，是中华人民共和国四川省甘孜藏族自治州新龙县下辖的一个乡镇级行政单位。

## 行政区划
友谊乡下辖以下地区：
古鲁村、皮察村和措日村。